# Szczyt bogów (film)
Szczyt bogów (fr. Le Sommet des dieux) – francuskojęzyczny film animowany z 2021 roku oparty na mandze o tym samym tytule autorstwa Jirō Taniguchiego. Po raz pierwszy został pokazany podczas 74. Międzynarodowego Festiwalu Filmowego w Cannes, jego premiera we francuskich kinach odbyła się zaś we wrześniu 2021. 

## Fabuła
W 1924 roku George Mallory i Andrew Irvine podjęli próbę zdobycia szczytu Mount Everest, w czasie której zaginęli. Siedemdziesiąt lat później Makoto Fukamachi, młody japoński reporter, spotyka tajemniczego wspinacza o imieniu Habu Joji, w którego posiadaniu znajduje się aparat, który jak wierzy Fukamachi, należał do Mallory’ego, co może ujawnić, czy Mallory i jego partner naprawdę byli pierwszymi, którzy zdobyli Everest. Fukamachi stopniowo coraz bardziej angażuje się w relacje z Habu, do tego stopnia, że ostatecznie dołącza do niego w wyprawie na Everest, by nagrać jego własną próbę zdobycia szczytu.

## Produkcja
Film oparty jest na mandze o tym samym tytule autorstwa Jirō Taniguchiego, która z kolei powstała na podstawie powieści Baku Yumemakury z 1998 roku. W styczniu 2015 ogłoszono plany produkcji francuskojęzycznej adaptacji mangi w postaci filmu animowanego komputerowo. Za produkcję odpowiadały wytwórnie Julianne Films, Walking The Dog i Mélusine Productions, a reżyserią mieli zająć się Éric Valli i Jean-Christophe Roger, jednakże w czerwcu 2020 roku poinformowano, że zamiast tego reżyserem zostanie Patrick Imbert. Scenariusz napisali Imbert, Magali Pouzol i Jean-Charles Ostorero, a muzyką skomponował Amine Bouhafa. Za dystrybucję we Francji odpowiadało Diaphana Distribution, a za międzynarodową – Wild Bunch. Film został pokazany po raz pierwszy 15 lipca 2021 podczas 74. Międzynarodowego Festiwalu Filmowego w Cannes, przed premierą we francuskich kinach, która odbyła się 22 września. 30 listopada tego samego roku film został udostępniony także na platformie Netflix.

## Odbiór
Carlos Aguilar z TheWrap pochwalił film za fabułę i animację. Michael Nordine z Variety także docenił fabułę i animację, a konkretnie jej realizm. Benjamin Benoit z IGN również wypowiedział się z uznaniem o produkcji, mówiąc że jest świetną adaptacją oryginalnego materiału źródłowego.

### Wyróżnienia
| Rok  | Nagroda          | Kategoria                           | Rezultat  | Źródło |
| ---- | ---------------- | ----------------------------------- | --------- | ------ |
| 2022 | Nagroda Lumières | najlepszy film animowany            | Wygrana   | [ 11 ] |
| 2022 | Cezary           | najlepszy film animowany            | Wygrana   | [ 12 ] |
| 2022 | Nagrody Annie    | najlepszy niezależny film animowany | Nominacja | [ 13 ] |